# Мантуров, Денис Валентинович
Дени́с Валенти́нович Ма́нтуров (род. 23 февраля 1969, Мурманск, РСФСР, СССР) — российский государственный и политический деятель. Первый заместитель председателя правительства Российской Федерации с 14 мая 2024 года, член Совета Безопасности с 30 сентября 2024 года.
Заместитель председателя правительства Российской Федерации (2022—2024). Министр промышленности и торговли Российской Федерации (2012—2024). Действительный государственный советник Российской Федерации 1-го класса.
Доктор экономических наук (2022). Заведующий кафедрой социальных технологий социологического факультета МГУ (2013—2018).

## Биография
Родился 23 февраля 1969 года в Мурманске. Его отец, Валентин Мантуров, был первым секретарём Мурманского горкома комсомола.
В 1994 году окончил социологический факультет МГУ им. М. В. Ломоносова по специальности «социолог».
В начале 1990-х годов работал в российско-индийском совместном предприятии, занимавшемся авиаперевозками.
С 1993 года занимался экспортом вертолётов Ми-8 с Улан-Удэнского авиационного завода.
В 1998—2000 годах занимал должность заместителя генерального директора Улан-Удэнского авиационного завода. В 2000—2001 годах был коммерческим директором ОАО «Московский вертолётный завод имени М. Л. Миля».
В 2001—2003 годах занимал должность заместителя председателя ФГУП «Государственная инвестиционная корпорация».
В 2003—2007 годах — генеральный директор ОАО «Объединённая промышленная корпорация Оборонпром».
В 2006 году окончил Российскую академию государственной службы при Президенте РФ (РАНХиГС) по специальности «юриспруденция».
С 11 сентября 2007 по 19 мая 2008 — заместитель министра промышленности и энергетики Российской Федерации.
19 мая 2008 года назначен заместителем министра промышленности и торговли Российской Федерации.
С 1 декабря 2011 года является профессором кафедры «Системы управления экономическими объектами» Московского авиационного института. Тогда же вошёл в первую сотню резерва управленческих кадров, находящихся под патронатом Президента Российской Федерации.
2 февраля 2012 года премьер-министром Путиным назначен исполняющим обязанности министра промышленности и торговли Российской Федерации, 21 мая утверждён в должности министра. 18 мая 2018 года и 21 января 2020 года переназначен на данный пост.

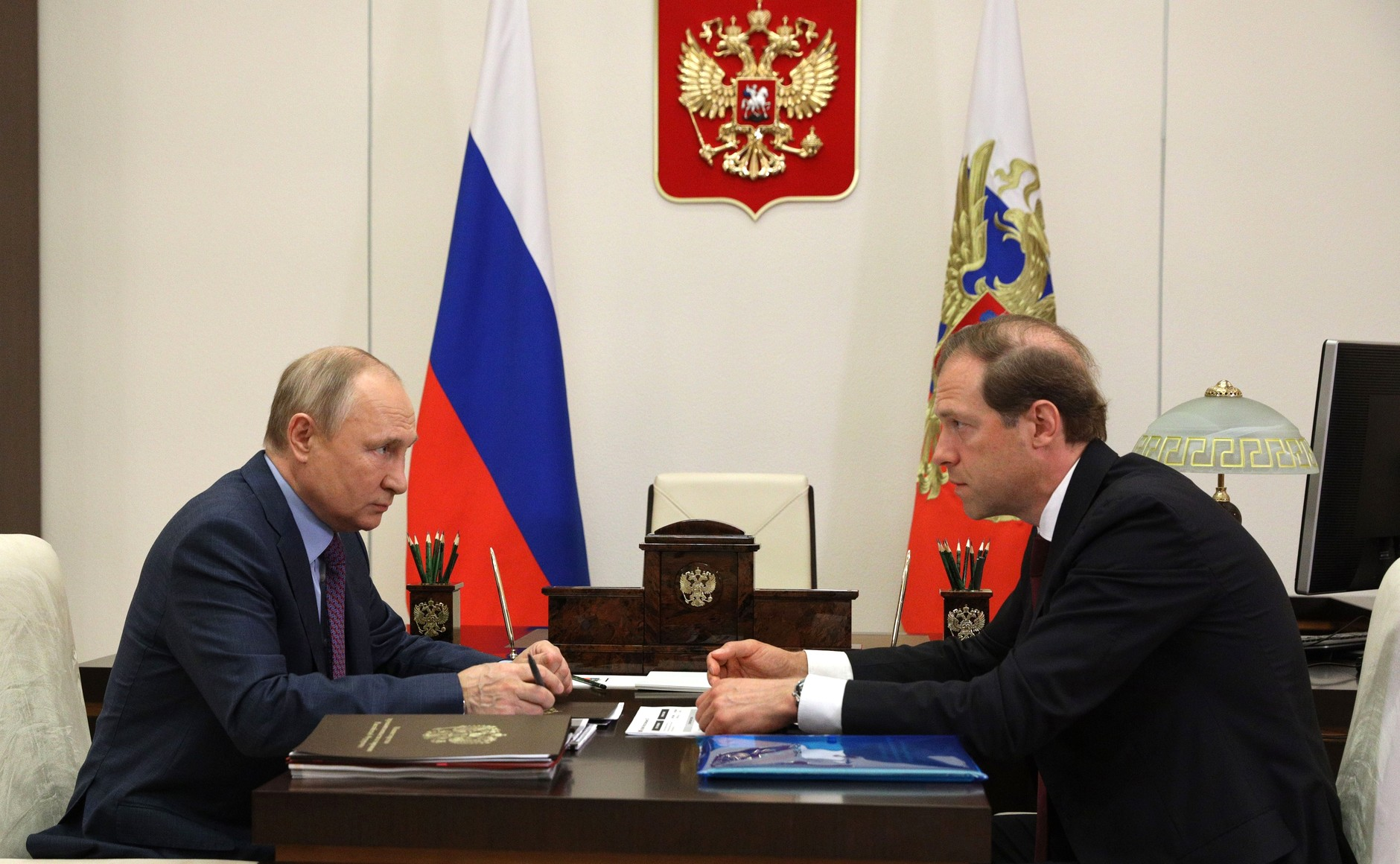
Рабочая встреча с
Владимиром Путиным (10 июня 2021)

С ноября 2012 года также является председателем наблюдательного совета госкорпорации «Ростех».
12 июля 2022 года указом Президента России министр промышленности и торговли стал одним из заместителей председателя правительства Российской Федерации. В тот же день Михаил Мишустин внёс кандидатуру Мантурова на пост вице-премьера в Госдуму. С 25 июля 2022 года — председателя коллегии Военно-промышленной комиссии Российской Федерации.
11 мая 2024 года Мишустин внёс кандидатуру Мантурова на должность первого заместителя председателя правительства Российской Федерации в Государственную Думу при формировании нового правительства. 13 мая 2024 года единогласно 431 голосами «за» был утверждён в должности. 14 мая назначен на должность указом Президента России Владимира Путина.

## Научная деятельность
В 1997 году окончил аспирантуру при Московском государственном университете имени М. В. Ломоносова. В этом же году защитил диссертацию на соискание учёной степени кандидата экономических наук. Тема диссертации: «Социально-экономический анализ инвестиционной деятельности в регионах России».
В 2022 году окончил докторантуру при Московском авиационном институте. 27 мая 2022 года в Российской академии народного хозяйства и государственной службы при Президенте Российской Федерации защитил диссертацию на соискание учёной степени доктора экономических наук. Тема диссертации: «Теория и практика разработки и реализации новой модели промышленной политики».

## Собственность и доходы
На 2020 год занимал первое место по доходам среди российских министров и 24-ю позицию в рейтинге Forbes—2020 богатейших госслужащих и депутатов России.
По результатам 2021 года стал самым богатым в кабмине.
| Год  | Доход (млн руб.)                     | Объекты недвижимого имущества | Транспортные средства                                                    | Доходы и собственность членов семьи |
| ---- | ------------------------------------ | --- | ------------------------------------------------------------------------ | --- |
| 2010 | 12,37                                | 10 объектов | 4 объекта                                                                | Общий доход семьи — 69,15 млн рублей. |
| 2012 | 72                                   | 7 объектов, в том числе 9-комнатная квартира площадью 480 м², гостевой дом, а также права аренды на 99 лет на четыре земельных участка. | 3 объекта, в том числе два автомобиля Porsche                            | Общий доход семьи 75 млн рублей. Жена Наталья владеет клиникой пластической и эндоскопической хирургии «Ланцетъ», домом площадью 800 м², земельным участком; за 2012 год заработала 2,7 млн руб. |
| 2013 | 104                                  | 8 объектов | 3                                                                        | Общий доход семьи 107 млн рублей. |
| 2018 | 443,3                                | |                                                                          | |
| 2019 | 443,38-586,22 (по разным источникам) | 12 объектов |                                                                          | Общий доход семьи 450,42 млн рублей. |
| 2020 | 740,413                              | | Land Rover, Lada Vesta и ретро-автомобиль «ИЖ Москвич 408»,Tesla Model X | Общий доход семьи 595,2 млн рублей. |
| 2021 | 704,664                              | 4 участка земли, жилой (3 тыс. м²) и гостевой дома, квартира (480 м²) и 4 машино-места.                                                 | Lada Vesta и Tesla Model X                                               | Общий доход семьи 754 млн рублей. |

## Семья
Жена
Наталья Евгеньевна Мантурова (дев. Кисель) (род. 1969) — пластический хирург. Член-корреспондент РАН с 2025 года. Главный внештатный специалист пластический хирург Минздрава России, заведующая кафедрой пластической и реконструктивной хирургии, косметологии и клеточных технологий ФГАОУ ВО РНИМУ им. Н. И. Пирогова, доктор медицинских наук, врач высшей категории, президент Российского общества пластических, реконструктивных и эстетических хирургов, член Общества эстетической медицины, член ISAPS, главный редактор журнала «Пластическая хирургия и эстетическая медицина», заслуженный врач Российской Федерации. Основатель и владелец клиники пластической хирургии «Ланцетъ» и центра эстетической медицины «Русская красавица». Выросла в Бомбее, где её отец Евгений Кисель работал в представительстве авиакомпании «Аэрофлот». Затем Е. Кисель в партнёрстве с «Аэрофлотом» создал компанию «АэроРепкон», где назначил Мантурова своим заместителем. Компания занималась экспортом комплектующих деталей для вертолётов Ми-8 в Индию.
Дети
Двое детей. Сын — Евгений (род. 19 мая 1998) учится на факультете международных экономических отношений МГИМО. Дочь — Леонела (род. 6 марта 1995) окончила социологический факультет МГУ.
Родители
Отец — Валентин Иванович Мантуров (1938—2019). Окончил мореходное училище. Работал заместителем председателя горисполкома, первым секретарём Мурманского горкома ВЛКСМ. Затем работал по линии торгпредства и по дипломатической линии в Индии, США и Шри-Ланке. Окончил Академию внешней торговли. В 1980-е годы возглавил представительство СССР при ООН. Мать Тамара Фёдоровна Мантурова (род. 1936).
В 2020 году «Ведомости» сообщили, что родители Мантурова — Тамара Фёдоровна и Валентин Иванович «пару лет назад» стали владельцами пятизвёздочного отеля «Chekhoff Moscow Curio Collection» в Москве.
Тамара Фёдоровна Мантурова владеет 50 % компании «Финансовые системы» (около 4 млрд руб), другой половиной бизнеса владеет сын главы «Ростеха» Станислав Чемезов. Тамаре Фёдоровне принадлежат два с половиной гектара земли в гольф-клубе «Пирогово» на Клязьминском водохранилище. На участке находятся особняк площадью более четырёх тысяч квадратных метров, гостевой дом на полторы тысячи квадратов и шестисотметровый хозблок. Стоимость всего поместья составляет около 5 млрд руб. Два особняка мать подарила сыну Денису в 2020 году. Один, находящийся по соседству, его площадь — 454 квадратных метра. Другой — в центре Геленджика, его площадь — 3076 квадратных метров.

## Награды
- Медаль ордена «За заслуги перед Отечеством» II степени (2007)[42]
- Орден Дружбы (2008)[43]
- Орден Почёта (2009)[44]
- Почётная грамота правительства Российской Федерации (2010)[45]
- Премия Правительства Российской Федерации в области науки и техники (2010)
- Орден «За заслуги перед Отечеством» IV степени (2 февраля 2013) — за большой вклад в укрепление обороноспособности страны, разработку и создание новой специальной техники, многолетнюю добросовестную работу[46]
- Орден «За заслуги перед Отечеством» III степени (2016)
- Орден Святого благоверного князя Даниила Московского III степени (РПЦ, 19 марта 2017) — во внимание к помощи в строительстве храма святителя Иова, Патриарха Московского[47]
- Орден Александра Невского (2018)
- Медаль Столыпина П.А. I степени (2018)
- Благодарность Правительства Российской Федерации (28 февраля 2019) — за заслуги в реализации государственной политики в сфере промышленности и торговли и многолетний добросовестный труд[48]
- Медаль «За вклад в развитие Евразийского экономического союза» (29 мая 2019, Высший Евразийский экономический совет)[49]
- Заслуженный экономист Российской Федерации (2019)
- Медаль «За заслуги перед Республикой Карелия» (8 июня 2020) — за заслуги перед Республикой Карелия и её жителями, большой вклад в социально-экономическое развитие республики и активную работу в составе Государственной комиссии по подготовке к празднованию 100-летия образования Республикой Карелия[50]
- Кавалер Большого креста ордена Звезды Италии (28 мая 2020, Италия; затем был лишён этой награды указом Президента Италии Серджо Маттареллы 9 мая 2022 «за недостойность»)[51]
- Командорский крест со звездой Ордена Заслуг (7 июля 2021, Венгрия)[52]
- Медаль «За заслуги перед Чеченской Республикой» (24 июня 2022) — за заслуги в развитии отраслей промышленности в Чеченской Республике
- Орден «Дустлик» (29 августа 2022, Узбекистан) — за большой вклад во всестороннее развитие многоплановых и взаимовыгодных отношений между нашими государствами, дальнейшее углубление партнёрских связей, расширение сотрудничества в политико-дипломатической, торгово-экономической, инвестиционной, образовательной, научно-технической и культурно-гуманитарной сферах, активную поддержку последовательно осуществляемых в нашей стране кардинальных реформ и демократических преобразований, глобальных и региональных инициатив Узбекистана, а также эффективные усилия по дальнейшему укреплению уз дружбы и взаимопонимания между нашими народами[53].
- Орден «За заслуги перед Отечеством» II степени (2022)

## Санкции
9 июня 2022 года Украина ввела санкции в отношении Мантурова из-за вторжения России на Украину. 28 октября 2022 года внесён в санкционный список Канады «соратников режима» за  «роль в содействии или поддержке неспровоцированного и неоправданного вторжения России в Украину».
В ноябре 2022 года внесён в санкционные списки Великобритании за поддержку вторжения на Украину. 26 января 2023 года попал под санкции США. Также находится под санкциями Австралии и Новой Зеландии.